# Armoriale dei comuni della città metropolitana di Bari
Questa pagina contiene le armi (stemmi e blasonature) dei comuni della città metropolitana di Bari (ex provincia di Bari).
| Stemma | Comune e blasonatura | Gonfalone e/o bandiera |
| ------ | --- | ---------------------- |
|        | Acquaviva delle Fonti D'azzurro alla fontana monumentale d'argento a due vasche sovrapposte e a due zampilli cadenti dai due lati. Ornamenti esteriori da Comune. D.C.G del 25 febbraio 1936 Gonfalone: drappo di azzurro… R.D. dell'11 maggio 1936, RR.LL.PP. del 25 novembre 1937 |                        |
|        | Adelfia Partito: nel primo d'azzurro al monte di tre cime di verde, movente dalla punta, cimato da una croce latina di nero, accompagnata in capo da due crescenti di argento, quello di destra volto ed accostato da due stelle dello stesso; nel secondo, pure d'azzurro, a tre leoni seduti, il centrale più in alto e più grande e due posti in basso affrontati, sopra un monte movente dalla punta e dal quale nasce un canneto, il tutto al naturale. Ornamenti esteriori da Comune. R.D. del 31 gennaio 1929, RR.LL.PP. del 4 luglio 1929, registrato alla Corte dei conti il 16 febbraio 1929, Reg. 2, Foglio 309. Gonfalone: R.D. del 31 gennaio 1929, RR.LL.PP. del 4 luglio 1929, registrato alla Corte dei conti il 16 febbraio 1929, Reg. 2, Foglio 309. |                        |
|        | Alberobello D'azzurro, alla quercia sormontata da due candide colombe in volo, in atteggiamento di posarvisi, nodrita su terrazza, sinistrata da un leone rampante, addestrata da un guerriero medioevale, armato, nell'atto di colpire con la lancia la bocca del leone, il tutto al naturale. D.C.G del 26 marzo 1935 modificato con D.P.C.M. del 24 novembre 1952. Gonfalone: drappo di giallo… |                        |
|        | Altamura A testa di cavallo, inquartato, di rosso nel primo e nel quarto, d'argento nel secondo e nel terzo, timbrato da una corona reale d'oro. Con un nastro d'argento riportante il motto di Federico II di Svevia: "Federicus me reparavit". |                        |
|        | Bari Partito d'argento e di rosso, timbrato da una corona di città. Gonfalone: drappo partito di bianco e di rosso… D.C.G. dell'8 gennaio 1935 |                        |
|        | Binetto D'azzurro, al tralcio di vite, posto in palo, pampinoso di quattro, due pampini per parte, in alto e in basso, munito di due cirri posti a sinistra tra i pampini, il tutto di verde, fruttato di tre d'oro, un grappolo in alto, centrale, due grappoli, posti sotto i pampini inferiori, uno per parte. D.P.R. del 13 giugno 1989 Gonfalone: drappo di giallo… D.P.R. del 3 giugno 1986 |                        |
|        | Bitetto D'azzurro, alla vite sradicata, al naturale, fogliata di sette, di verde, fruttata di sei, di porpora, posta a destra, e al liocorno, ritto, d'argento, posto a sinistra, il tutto sormontato dalla stella di sette raggi, d'argento, posta in capo. D.P.R. del 23 aprile 1988 (precedente riconoscimento di stemma e gonfalone con D.C.G del 12 luglio 1935) Gonfalone: Drappo di verde, riccamente ornato di ricami d'argento e caricato dello stemma con la iscrizione centrata in argento, recante le denominazione del Comune. |                        |
|        | Bitonto Albero d'ulivo, radicato su un verde prato, due leoni di oro, con la lingua lunga e sottile fuori la bocca e con la coda sollevata, affrontati all'albero d'ulivo; cinque storni appollaiati o svolazzanti sulla chioma dell'albero fruttifero; il tutto su un campo bianco. Motto: Ad pacem promptum designat oliva Botontum. D.P.C.M. del 25 giugno 1965 (precedente riconoscimento di stemma e gonfalone con D.C.G del 20 febbraio 1935) |                        |
|        | Bitritto D'azzurro, terrazzato di verde, alla chiesa affiancata dalla torre campanaria a sinistra, e da una torre militare di tre ordini a destra, il tutto al naturale. D.C.G del 25 marzo 1935 Gonfalone: D.C.G del 25 marzo 1935 |                        |
|        | Capurso D'argento alla testa di orso bruno al naturale. Ornamenti esteriori da Comune D.C.G. del 9 febbraio 1935 Gonfalone: drappo di rosso… D.C.G. del 9 febbraio 1935 |                        |
|        | Casamassima D'azzurro, alla torre d'argento aperta e finestrata. Ornamenti esteriori da Comune. D.C.G. del 28 gennaio 1936 Gonfalone: Drappo di azzurro… D.C.G. del 28 gennaio 1936 |                        |
|        | Cassano delle Murge d'argento, alla vergine Assunta nimbata e coronata da due angioletti. D.C.G. del 19 novembre 1934 Gonfalone: Drappo di colore azzurro riccamente ornato di ricami d'argento e caricato dallo Stemma Comunale con l'iscrizione centrata in argento “Comune di Cassano delle Murge”. Le parti in metallo ed i nastri saranno argentati. L'asta verticale sarà ricoperta di velluto azzurro con bullette argentate poste a spirale. Nella freccia sarà presentato lo stemma del Comune e sul gambo inciso il nome. Cravatta e nastri tricolorati dai colori nazionali frangiati d'argento. R.D. del 23 agosto 1934, RR.LL.PP. del 27 giugno 1935 |                        |
|        | Castellana Grotte D'azzurro al castello turrito, sulla campagna verde. Gonfalone: Drappo d'azzurro… Riconoscimento di stemma e gonfalone con D.C.G del 25 febbraio 1935 |                        |
|        | Cellamare D.C.G del 19 novembre 1934 Gonfalone: Drappo d'azzurro R.D. del 23 agosto 1934, RR.LL.PP. del 2 marzo 1936 |                        |
|        | Conversano D'azzurro, alla torre d'oro terrazzata di verde, fiancheggiata da cinque dadi d'oro, marcati di nero, ordinati in palo, tre a destra e due a sinistra, e sormontata nel capo del lambello del medesimo. D.C.G del 2 luglio 1936 Gonfalone: drappo di porpora… R.D. del 24 febbraio 1938 |                        |
|        | Corato Di verde, al filetto in croce che forma quattro quarti ciascuno caricato da una torre al naturale merlata di tre aperte e finestrate di nero. Sul tutto uno scudetto d'argento caricato da un cuore fiammeggiante di rosso. Motto: Cor sine labe doli. D.C.G. del 7 aprile 1937 Gonfalone: drappo di colore verde, ornato di ricami d'argento, contenente lo stemma comunale, con l'iscrizione centrata in argento: COMUNE DI CORATO D.C.G. del 7 aprile 1937 |                        |
|        | Gioia del Colle D'azzurro alla coppa d'oro colma di gemme sulla campagna di verde accostata da due piante di grano nodrite sulla campagna medesima. D.C.G del 28 agosto 1934 Gonfalone: Drappo di colore cremisi, ornato di ricami d'oro e caricato dello stemma comunale con l'iscrizione centrata in oro: "COMUNE DI GIOIA DEL COLLE". Le parti di metallo e i nastri sono dorati. L'asta verticale è ricoperta di velluto cremisi con bullette dorate poste a spirale. Nella freccia è rappresentato lo stemma del Comune e sul gambo inciso il nome. È dotato di cravatta in nastri tricolorati dai colori nazionali frangiati d'oro. R.D. del 23 agosto 1934, RR.LL.PP. del 6 febbraio 1936 |                        |
|        | Giovinazzo D'azzurro, alla figura di carnagione di San Tommaso Apostolo, vestito da tunica verde e di mantello bianco, nimbato d'oro, tenente con la destra a metà alzata una corona d'oro all'antica e con la sinistra abbassato un compasso. D.C.G. del 28 novembre 1932 trascritto alla Consulta Araldica il 30 novembre 1932 Gonfalone: Drappo di forma rettangolare, interzato in palo di verde e di bianco… D.C.G del 26 marzo 1935 |                        |
|        | Gravina in Puglia Lo stemma di Gravina si riconduce al ruolo determinante dell'agricoltura nell'economia della città. Non a caso "Grana dat et vina", Offre Grano e Vino attribuito alla città da Federico II di Svevia. Citando testualmente Federico diceva: "Hortus deliciarium, Urbs Opulenta…Grana Dat et Vina". Gonfalone: drappo partito di giallo e di azzurro… Bandiera: drappo partito di giallo e di azzurro… Riconoscimento di stemma e gonfalone con D.C.G del 26 marzo 1935 |                        |
|        | Grumo Appula Partito semitroncato: nel PRIMO, di argento, alla quercia di verde, fustata al naturale, nodrita nella campagna di verde; nel SECONDO di azzurro, alle due mezze lune montanti, ordinate in fascia, d'oro; nel TERZO di rosso, alla mezzaluna montante, d'oro; con la fascia diminuita d'argento, posta sulla troncatura tra il SECONDO ed il TERZO. Ornamenti esteriori da Comune. D.P.R. 19 gennaio 1999 (precedente riconoscimento con D.C.G del 12 gennaio 1935) Gonfalone: Drappo troncato semi partito: nel PRIMO, di bianco, nel SECONDO, di rosso, nel TERZO, di azzurro, riccamente ornati di ricami dorati e caricati dallo stemma sopra con l'iscrizione centrata in oro recante la denominazione di Città. le parti di metallo e di cordoni saranno dorati, l'asta verticale sarà ricoperta di velluto dei colori del drappo alternati con bullette argentate poste a spirale. Nella freccia sarà rappresentato lo stemma della Città e sul gambo inciso il nome, cravatta con nastri ricolorati dai colori nazionali frangiati d'oro. R.D. del 23 agosto 1934, RR.LL.PP. del 16 dicembre 1937 |                        |
|        | Locorotondo D'oro alla torre merlata aperta e finestrata di nero. D.C.G. del 26 maggio 1935 Gonfalone: Drappo di color azzurro, ornato con ricami di argento caricato dello stemma comunale con l'iscrizione centrata in argento Comune di Locorotondo. D.C.G. del 26 maggio 1935 |                        |
|        | Modugno D'azzurro, al cardo selvatico al naturale, avente tre fiori, quattro foglie e tre radici. D.C.G. del 10 dicembre 1935 Gonfalone: D.C.G. del 10 dicembre 1935 |                        |
|        | Mola di Bari D'azzurro, terrazzato di verde, all'effigie di S. Michele al naturale, in atto di colpire il dragone. D.C.G. del 10 dicembre 1935 Gonfalone: Drappo di colore azzurro, ricamato d'argento, con al centro lo stemma comunale e l'iscrizione in argento "Comune di Mola di Bari". L'asta verticale, ricoperta di velluto azzurro con freccia in punta, cravatte e nastri ricolorati dei colori nazionali, frangiati d'argento. D.C.G. del 10 dicembre 1935 |                        |
|        | Molfetta Di rosso, alla banda d'argento, caricata delle sigle: S.P.Q.M. D.C.G. del 26 marzo 1935 Gonfalone: D.C.G. del 26 marzo 1935 |                        |
|        | Monopoli Di rosso, a tre rose d'argento, disposte 2, 1. D.C.G. del 9 marzo 1935 Gonfalone: drappo palato di quindici di verde e di bianco… D.C.G. del 9 marzo 1935 |                        |
|        | Noci D'argento al noce nodrito, sostenuto a sinistra da un leone, il tutto al naturale. Ornamenti esteriori da Comune. D.C.G. del 9 marzo 1935 Gonfalone: drappo di verde… D.C.G. del 9 marzo 1935 |                        |
|        | Noicàttaro Vaso a calice di colore bianco porcellana cesellato in oro di fiori a colori naturali. Racchiuso da un manto in campo azzurro. D.C.G. del 4 giugno 1935 Gonfalone: Drappo rettangolare di colore azzurro ornato con ricami in oro sul quale campeggia in oro la scritta "Città di Noicàttaro" e lo stemma comunale sormontato da corona ducale e circondato da alloro. Pampini e grappolo d'uva costituiscono il più recente ornamento (1964) a confermare il territorio patria della vite a tendoni. L'asta ricoperta di velluto azzurro con bullette dorate poste a spirale; nastri a cravatta tricolorati dai colori nazionali frangiati d'oro. D.C.G. del 4 giugno 1935 |                        |
|        | Palo del Colle D.C.G. del 12 luglio 1935 Gonfalone: D.C.G. del 12 luglio 1935 |                        |
|        | Poggiorsini D'azzurro, a due orsi bruni levati e affrontati, posti su un colle di verde, tenenti con le zampe anteriori un covone di grano al naturale. D.P.R. del 15 ottobre 1960 Gonfalone Drappo di colore azzurro, riccamente ornato di ricami di argento e caricato dello stemma comunale con l'iscrizione centrata in argento: Comune di Poggiorsini. Le parti di metallo ed i cordoni saranno argentati. L'asta verticale sarà ricoperta di velluto azzurro con bullette argentate poste a spirale. Nella freccia sarà rappresentato lo stemma del Comune e sul gambo inciso il nome. Cravatta e nastri colorati dai colori nazionali frangiati di argento. |                        |
|        | Polignano a Mare D'azzurro al falco marino al naturale poggiante sopra un monte roccioso di verde, il monte attraversante sul piano del mare. D.C.G. del 17 ottobre 1935 Gonfalone: Drappo di azzurro con ricami in oro caricato dello stemma comunale con l'iscrizione centrata: "COMUNE DI POLIGNANO A MARE" D.C.G. del 17 ottobre 1935 |                        |
|        | Putignano D'azzurro, a tre monti di verde, accompagnati da due stelle di sei raggi d'oro, sormontate da una corona all'antica. D.C.G. del 4 giugno 1935 Gonfalone: drappo di bianco… D.C.G. del 4 giugno 1935 |                        |
|        | Rutigliano Di rosso, ai due grifoni con le ali spiegate d'oro, confrontati e controrampanti una colonna dello stesso, sormontata da un globo imperiale cimato da una croce, il tutto poggiato su di una terrazza d'oro. Gonfalone: drappo di rosso… |                        |
|        | Ruvo di Puglia D'azzurro, all'anfora di cotto D.P.C.M. dell'11 gennaio 1950 (precedente riconoscimento di stemma D.C.G del 20 ottobre 1936) |                        |
|        | Sammichele di Bari D'azzurro, alla figura alata di S. Michele vestito d'azzurro, ammantato di rosso ed elmato, brandente nella destra la spada e sostenente nella sinistra una bilancia, che calpesta il dragone rivoltato di verde avviluppato dalle fiamme al naturale sopra il terrazzo del medesimo. R.D. del 26 marzo 1935 Gonfalone: D.C.G. del 26 marzo 1935 |                        |
|        | Sannicandro di Bari Un castello con portone centrale sormontato da tre torri merlate, aperte e finestrate d'argento su fondo azzurro terrazzato di verde, sormontato da una corona baronale e circoscritto da due rami, a destra di quercia, a sinistra d'alloro, uniti da un nastro argenteo. D.C.G. dell'11 agosto 1934 Gonfalone: Drappo di colore azzurro ornato di ricami d'argento con la raffigurazione dello stemma comunale con l'iscrizione centrale in argento: "Comune di Sannicandro di Bari" D.C.G. dell'11 agosto 1934 |                        |
|        | Santeramo in Colle Troncato d'azzurro e di rosso, caricato da una croce astile e un pastorale decussati e timbrati da una mitra vescovile d'argento. R.D. del 6 settembre 1934, RR.LL.PP. del 27 maggio 1935 Gonfalone: drappo di oro… R.D. del 6 settembre 1934, RR.LL.PP. del 27 maggio 1935 |                        |
|        | Terlizzi D.C.G. del 16 dicembre 1935 Gonfalone: D.C.G. del 16 dicembre 1935 |                        |
|        | Toritto D.C.G del 4 febbraio 1935 Gonfalone: drappo partito di bianco e di azzurro… |                        |
|        | Triggiano D.C.G. del 26 maggio 1935 Gonfalone: D.C.G. del 26 maggio 1935 |                        |
|        | Turi D'azzurro, terrazzato di verde alla quercia al naturale, col toro nero passante davanti. Ornamenti esteriori da Comune. D.C.G del 4 ottobre 1934 Gonfalone: Drappo di azzurro… R.D. del 23 agosto 1934, RR.LL.PP. del 2 marzo 1936 |                        |
|        | Valenzano D.C.G del 12 luglio 1935 Gonfalone: drappo di azzurro alla fascia di bianco… |                        |